# Бэнгмеалеа
Бэнгмеалеа(кхмер. ប្រាសាទបឹងមាលា, «лотосовый пруд» по-кхмерски) — храм в стиле Ангкор-Вата, расположенный в 40 км к востоку от основной группы храмов в Ангкоре, в Камбодже, на древней королевской дороге на Прэахкхан.

## Храм
Изначально Бэнгмеалеа был построен как индуистский храм, однако в резьбе храма присутствуют и буддистские мотивы. Храм построен, в основном, из песчаника, и находится в полуразрушенном состоянии, деревья и густой кустарник растут посреди его башен и дворов, камни лежат большими кучами. Долгие годы храм был труднодоступен, однако недавно была построена платная дорога к храмовому комплексу Кахкае, которая проходит мимо Бэнгмеалеа. Теперь храм посещают больше туристов, так как он находится в 77 км от Сиемреапа по хорошей дороге.
История храма неизвестна, однако, поскольку архитектурный стиль идентичен Ангкор-Вату, исследователи предполагают, что он был построен в годы правления короля Сурьявармана II в начале XII века. Будучи по размерам меньше, чем Ангкор-Ват, Бэнгмеалеа, тем не менее, считается одним из основных памятников Кхмерской империи: периметр внешней галереи 181 м на 152 м. Храм являлся центром города, окруженного рвом периметром 1025 м на 875 м и шириной в 45 м.
Бэнгмеалеа ориентирован на восток, но также имеет входы с трёх других сторон света. Храм представляет собой три огораживающих галереи вокруг центрального святилища, которое в настоящее время разрушено. Ограждения связаны крытыми аркадами в форме креста, как в Ангкор-Вате. «Библиотеки» находятся справа и слева от основного пути, проходящего с востока. Имеется много резных орнаментов со сценами из индуистской мифологии, включая «Пахтанье Океана» и рождение Вишну богоптицей Гарудой. Дорожки оформлены балюстрадами, представляющими собой тела семиглавых наг.
Храм, в основном, построен из песчаника: Бэнгмеалеа расположен всего в 7 км по прямой от ангкорских каменоломен на плато Кулен. Считается, что строительные блоки транспортировались с плато Кулен по искусственным каналам, а затем отправлялись отсюда в Ангкор.